# ساوت‌ساید، شهرستان ایندیپندنس، آرکانزاس
ساوت‌ساید (به انگلیسی: Southside) یک منطقهٔ مسکونی در ایالات متحده آمریکا است که در آرکانزاس واقع شده‌است. ساوت‌ساید ۲۵٫۴۴ کیلومتر مربع مساحت و ۱۰۲ نفر جمعیت دارد.